# Makijiwka (rejon niżyński)
Makijiwka (ukr. Макіївка) – wieś na Ukrainie, w obwodzie czernihowskim, w rejonie niżyńskim. W 2001 liczyła 237 mieszkańców.